# Huta Ostrowiec
Huta Ostrowiec – kombinat metalurgiczny zlokalizowany w Ostrowcu Świętokrzyskim. Jest własnością hiszpańskiej grupy Celsa. Największy zakład przemysłowy województwa świętokrzyskiego i jeden z największych w tej części kraju, znajdujący się na 261. miejscu Listy 500 największych firm Europy Środkowo-Wschodniej za rok 2008 publikowanego przez Rzeczpospolitą.

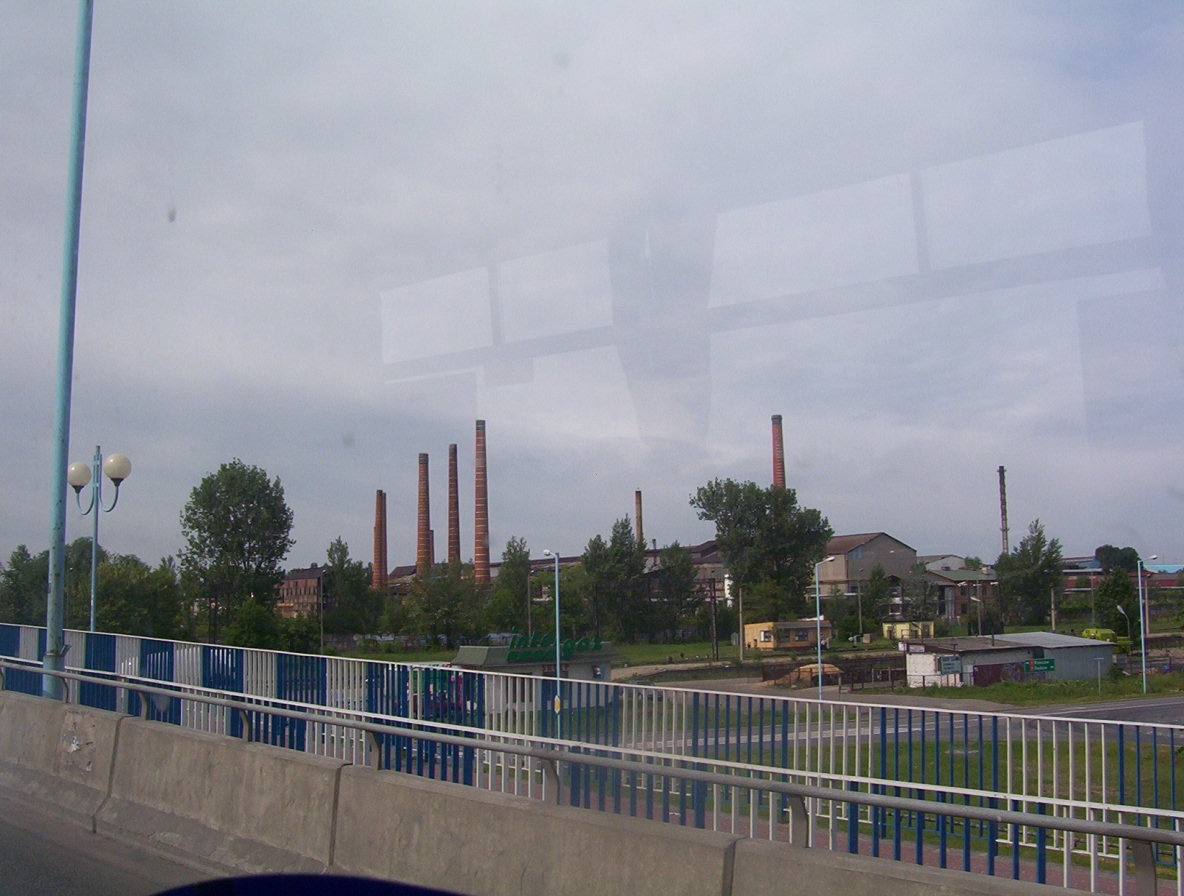
Stara huta

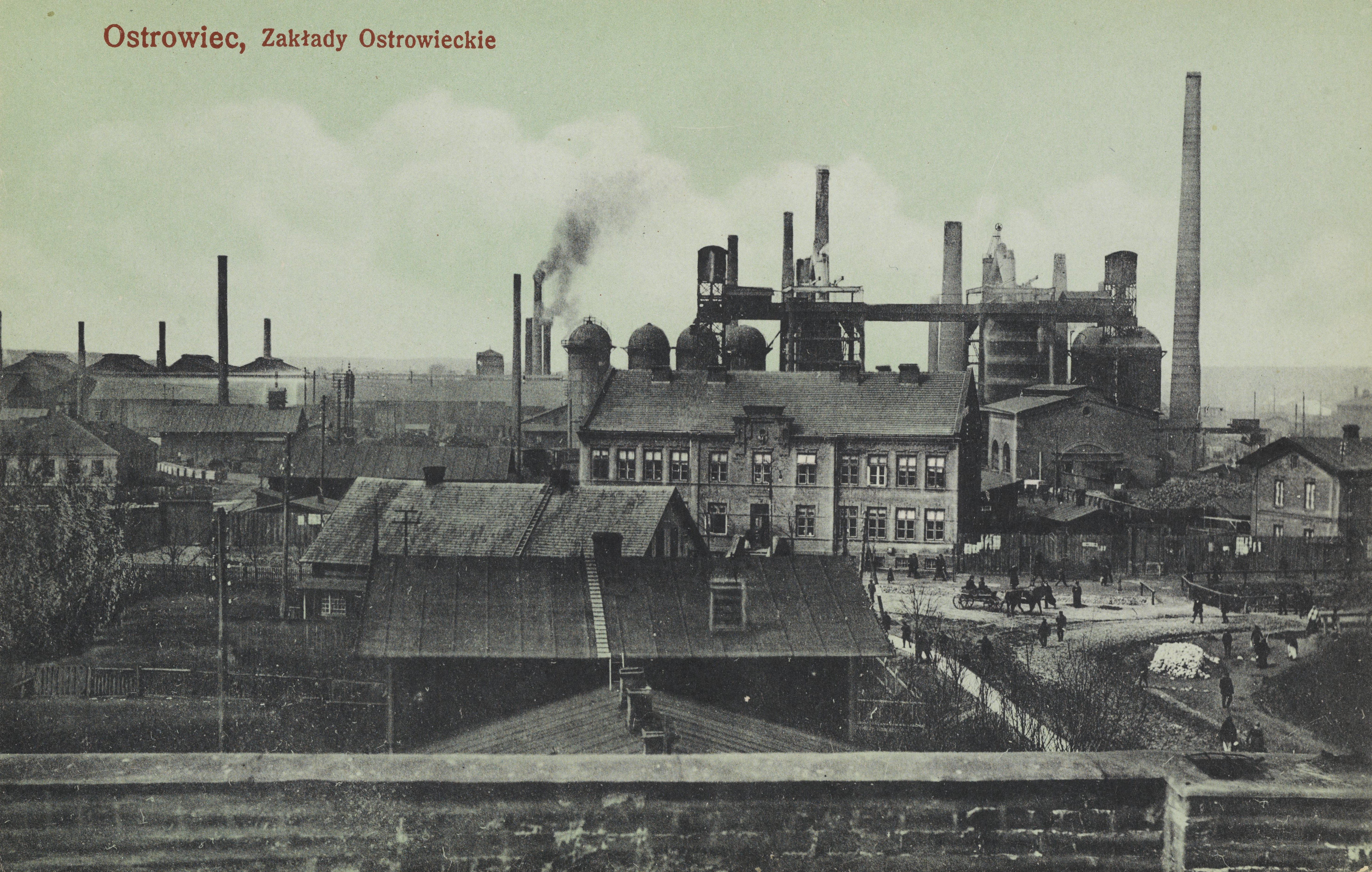
Zakłady Ostrowieckie około 1910 r.

## Historia
Pierwszy zakład, który dał początek Hucie Ostrowiec, powstał w latach 1837–1839 na prawym brzegu rzeki Kamiennej. Huta oraz osada przemysłowa, która rozwinęła się wokół niej, nazywana była Klimkiewiczów, od nazwiska budowniczego Antoniego Klimkiewicza. Budowę fabryki sfinansował hrabia Henryk Łubieński. Kolejnym właścicielem huty został Zygmunt Wielopolski. Wydzielił on zakład ze swoich dóbr. Był założycielem Spółki Akcyjnej Wielkich Pieców i Zakładów Ostrowieckich. Na przełomie XIX i XX w. był to drugi co do wielkości zakład tego typu w Królestwie Polskim. W czasie rewolucji 1905 roku dochodziło tu do strajków i masowych wystąpień robotniczych. W mieście i sąsiednich powiatach proklamowano Republikę Ostrowiecką. Na początku 1906 r. wystąpienia te stłumiła Armia Imperium Rosyjskiego.
W czasie I wojny światowej Zakłady Ostrowieckie zostały w znacznym stopniu zniszczone. W okresie międzywojennym hutę rozbudowano. W zakładzie produkowane były wagony kolejowe, rury lane odśrodkowo, części do parowozów, samochodów, czołgów, armat oraz konstrukcje stalowe. W 1935 r. spółka Zakłady Ostrowieckie przejęła Warszawską Spółkę Akcyjną Budowy Parowozów.
W latach 1952–1989 przedsiębiorstwo funkcjonowało pod nazwą Huta im. Marcelego Nowotki. W latach 70. XX w. wybudowano nowy zakład metalurgiczny na północno-wschodnich obrzeżach miasta. W czasie największego zatrudnienia w hucie pracowało ponad 17 tys. osób.
Na początku lat 90. nazwa kombinatu uległa zmianom: nowy zakład stał się Hutą Ostrowiec, a stary zakład Zakładami Ostrowieckimi S.A. Przeprowadzono restrukturyzację, zmniejszając znacznie zatrudnienie i likwidując stary zakład huty. Część wydziałów wyłączono z kombinatu, tworząc nowe spółki. W 2003 r. hutę nabyła hiszpańska grupa Celsa. Koncern zainwestował w Ostrowcu Świętokrzyskim ponad 300 mln złotych.

## Wydziały
W skład kombinatu wchodzą dwa zakłady produkcyjne:
- Zakład Wyrobów Walcowanych z wydziałami:
  - Stalowni Ilościowej
  - Walcowni Drobnej
  - Walcowni Średniej
- Zakład Wyrobów Kutych z wydziałami:
  - Stalowni Jakościowej
  - Prasowni i Obróbki Termicznej
  - Obróbki Mechanicznej

## Produkcja
Kombinat zajmuje się produkcją m.in. prętów żebrowanych do zbrojenia betonu, prętów gładkich, prętów płaskich, kątowników oraz odkuwek (np. wałów do silników okrętowych). Świadczy także usługi w zakresie obróbki mechanicznej i termicznej wyrobów stalowych, telekomunikacji i transportu kolejowego.
Huta sprzedaje również wyprodukowane i przetworzone w zakładzie media energetyczne: energię elektryczną, gaz ziemny, tlen i sprężone powietrze.

## Zatrudnienie
W 1970 huta zatrudniała 10,6 tys. osób, w 1973 12,2 tys., a w 1975 14,7 tys. W związku z rozbudową huty w 1975 przewidywano stały wzrost zatrudnienia: od 16 tys. w 1976, przez 17 tys. w 1977, 19 tys. w 1978, 21,5 tys. w 1979, 24 tys. w 1980 i 30 tys. w 2000.
W grudniu 2008 w zakładzie, bez spółek zależnych, zatrudnione były 1342 osoby.